# 칸나라
칸나라(이탈리아어: Cannara)는 이탈리아 움브리아주 페루자도에 있는 코무네다. 스펠로로부터 서쪽으로 7km, 베바냐에서 북쪽으로 9km 거리에 있다.
잘 알려지지 않은 농경 마을이며, 주 산업은 밀과 양파 재배이다. 기차역이 있으나 화물 운송으로만 쓰이고 승객을 나르지는 않는다.

## 축제
칸나라의 주요 축제로는 매년 양파를 기념하기 위해 열리는 사그라가 있다.